# Ганделлино
Ганделлино (итал. Gandellino) — коммуна в Италии, располагается в регионе Ломбардия, в провинции Бергамо.
Население составляет 1060 человек (2008 г.), плотность населения составляет 44 чел./км². Занимает площадь 68 км². Почтовый индекс — 24020. Телефонный код — 0346.
Покровителем коммуны почитается святитель Мартин Турский, празднование 11 ноября.

## Демография
Динамика населения:

## Администрация коммуны
- Официальный сайт: http://www.adsol.it